# Kover-Capilla
El Kover-Capilla fou un prototipus de microcotxe construït a València cap a 1953 per l'empresa Talleres la belga, amb seu al número 37 del carrer Sagunt. Dissenyat per l'enginyer francès Alex Kover, el vehicle fou presentat en dues Fires de Mostres en tres versions diferents però, malgrat que se n'havia previst una producció de 75.000 unitats per a la península Ibèrica, cap d'elles no va passar de l'estat de prototip.
A França, la Societé Industrielle de Livry (S.I.L.) produïa a París amb èxit un microcotxe Kover, el qual fou l'origen del valencià quan Alex Kover s'associà amb l'industrial José Capilla Hurtado, propietari dels tallers "La belga" (on es produïen la major part de les tapes de claveguera de València), per tal de comercialitzar el seu vehicle a l'estat espanyol. El primer prototip de Kover-Capilla es presentà en una fira a València, acompanyat d'un Kover francès. Més tard, el 1953, es varen presentar els prototips de tres nous vehicles de la marca Kover-Capilla a la "II Exposición Siderometalurgica y Eléctrica" celebrada al Parc del Retiro de Madrid. Es tractava d'un turisme, una camioneta comercial i un tricicle motocarro.